# Energieschirm

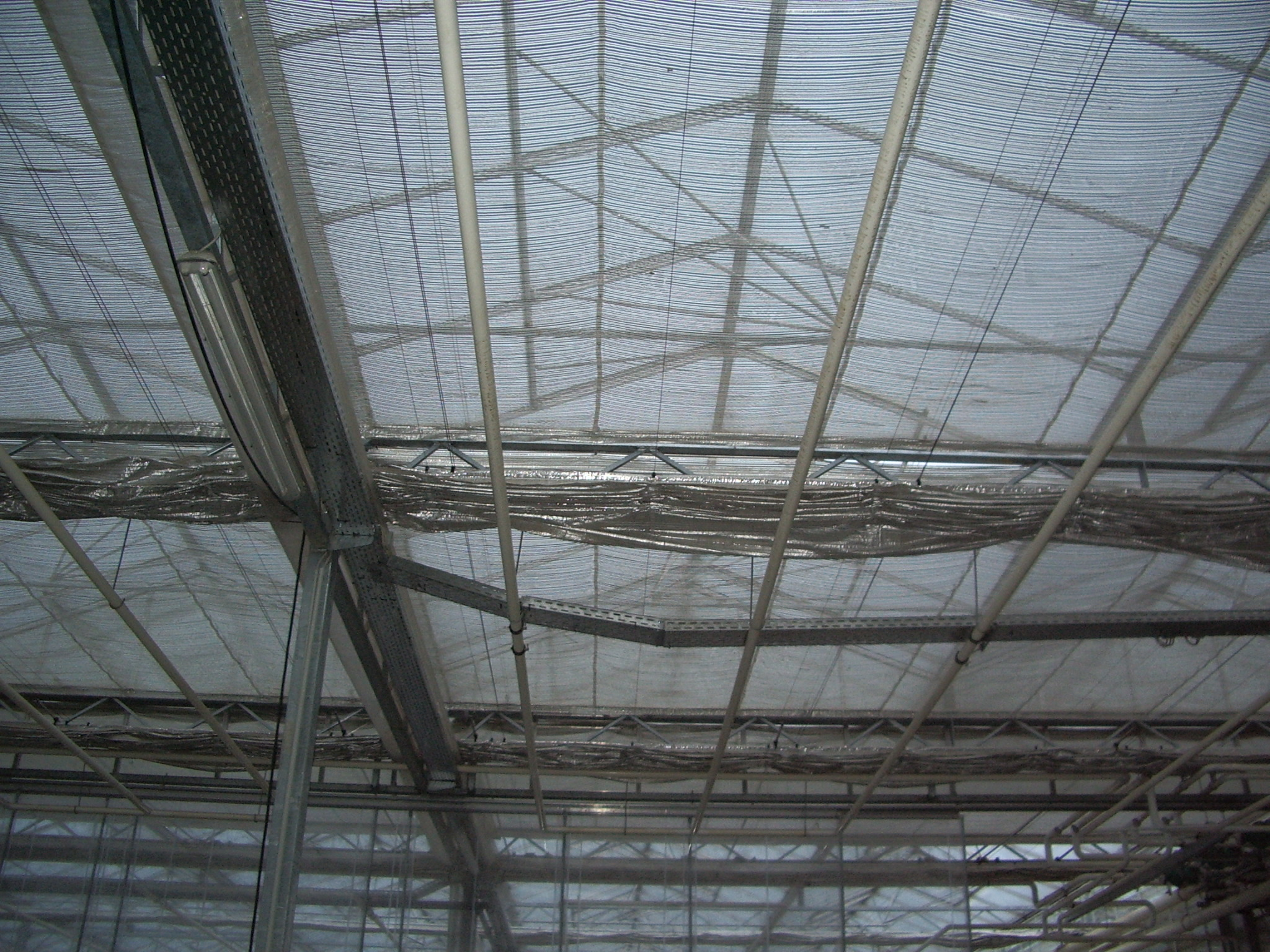
Doppellagiger Energieschirm: obere Lage offen, unterer Schirm noch geschlossen

Ein Energieschirm ist ein mehr oder minder transparenter Bestandteil eines Gewächshauses, der zur Regulierung des Klimas innerhalb des Gebäudes bestimmt ist. Er hat zum einen die Funktion, die Abstrahlung von Wärme an die Umgebung zu vermindern, wie auch der Abschattung zur Minderung der Sonneneinstrahlung zu dienen.
2014 wurde über die Entwicklung von Folien berichtet, die Sonnenlicht reflektieren, zugleich aber Infrarotstrahlung passieren lassen, wodurch auch bei Sonnenschein eine Abstrahlungskühlung möglich wird. Mittlerweile schreitet die Entwicklung immer weiter fort, in dem auch Stoffe verwendet werden, die den modernen Anforderungen nach Schwerentflammbarkeit, maximaler Wärmedämmung und effektivsten Lichtmanagement gerecht werden.

## Funktion
Ein Energieschirm spart in erster Linie Energie, indem die Heizkosten wie auch solche für Kühlung reduziert werden. Er kann eine aktive Klimaanlage überflüssig machen. In seiner Funktion als Schattierschirm dient er aber primär dazu, die direkte Einstrahlung auf die Pflanzen – und daher deren Erwärmung – zu verhindern. Die Lufttemperatur wird kaum beeinflusst.
Der Schirm wird meist nachts geschlossen und tagsüber ähnlich einer Jalousie geöffnet. Auf diese Weise lassen sich mit sehr gut isolierenden Materialien Energieeinsparungen von bis zu 50 Prozent erreichen, vergleichbar einer deutlich teureren Doppelverglasung.
In der Praxis werden heute häufig doppellagige Schirmsysteme installiert, wobei ein Schirm mehr der Schattierung dient und stärker luftdurchlässig ist als der andere. Zwischen den Schirmen entsteht ein Luftpolster, welches gut gegen die kühlere Luft im Giebelbereich isoliert.

## Aufbau/Materialien
Energieschirme bestehen aus Stoffen pflanzlichen und synthetischen Ursprungs.
Sie sind in verschiedenen Ausführungen erhältlich, Hauptbestandteil ist, neben dem eigentlichen Stoff, Aluminium, welches in dünnen Streifen eingewebt oder als Verbundmaterial aufgeklebt ist. Die Verwendung von Aluminium reduziert den Lichteinfall bzw. reflektiert die Wärmestrahlung.
Besondere Bedeutung kommt heute der Verwendung schwer entflammbarer Kunststoffe zu, nachdem in der Vergangenheit der Energieschirm bei kleinen Brandherden dafür sorgte, dass sich diese rasch zu großen Feuern mit katastrophalen Folgen entwickeln konnten.